# Kevin Burness
Kevin Burness (Newtownards, 17 november 1965) is een Noord-Ierse darter die uitkomt voor de PDC. Hij haalde zijn tourkaart voor 2018/2019 door op de UK Q-School van 2018 bij de eerste 15 op de Q-School Order of Merit te eindigen. In 2022/2023 heeft Burness opnieuw een tourcard, door op de UK Q-School van 2022 bij de eerste 13 op de Q-School Order of Merit te eindigen. Ook heeft hij 2x meegedaan aan het PDC WK.

## Carrière
Burness versloeg Paul Nicholson met 3-0 in de eerste ronde van het WK 2019. In de tweede ronde verloor hij met 1-3 van Gary Anderson. Op het WK van 2020 verloor hij op de openingsavond van Jelle Klaasen. 

## Resultaten op Wereldkampioenschappen

### WDF
- 2013: Kwartfinale (verloren van Tony O'Shea met 3-5)

### PDC
- 2019: Laatste 64 (verloren van Gary Anderson met 1–3)
- 2020: Laatste 96 (verloren van Jelle Klaasen met 1-3)